# ホームレス・ジミー
ホームレス・ジミー（Homeless Jimmy）は、アメリカ合衆国の南西部〜中西部〜深南部に掛けての地域でインディ団体を転戦しているプロレスラーである。
エクストリーム・プロレスリング(XPW)やシン・シティー・チャンピオンシップ・レスリング(SCCW)、コンバット・ゾーン・レスリング(CZW)などのいわゆるインディ団体をその主な活動の場としてきた。
2000年には日本の地を踏み、10月12日―FMWのマットを舞台に、スプリームとタッグを組んだうえで、福岡の地にてWEWハードコアタッグ王座を獲得。
2002年にあっては、この年に始まったCZWの『デスマッチの祭典』―トーナメント・オブ・デス選手権へと出場し、1回戦目でニック・モンドを相手に敗退。12月にはインディペンデント・レスリング・レボリューションという団体のマットに現われ、デス・ディーラーという選手と組んでミスター・インサニティー∽ディレンジド組を破っている。
2005年にはSCCWのマットを舞台にトビー・クラインとデスマッチを行い、2008年にあっては、5月にXPWのマットを舞台にカーン・クッションというレスラーとタッグを組んだうえで、テリー・ファンクをレフェリーとしてレイヴェン∽ジョニー・ウェッブ組と一戦を交え、そして敗れ去った。